# WrestleDream (2023)
WrestleDream (2023) – gala wrestlingu wyprodukowana przez federację i dla zawodników All Elite Wrestling (AEW). Odbyła się 1 października 2023 w Climate Pledge Arena w Seattle w stanie Waszyngton. Emisja była przeprowadzana na żywo przez serwis strumieniowy B/R Live w Ameryce Północnej i za pośrednictwem FITE TV na całym świecie oraz w systemie pay-per-view. Gala była hołdem dla założyciela New Japan Pro-Wrestling (NJPW) Antonio Inokiego, ponieważ odbyła się w pierwszą rocznicę jego śmierci.
Na gali odbyło się czternaście walk, w tym cztery podczas pre-show Zero Hour. W walce wieczoru, Christian Cage pokonał Darby’ego Allina w Two out of three falls matchu broniąc AEW TNT Championship. W innych ważnych walkach, Bryan Danielson pokonał Zack Sabre Jr., Swerve Strickland pokonał "Hangman" Adama Page’a, The Don Callis Family (Konosuke Takeshita, Sammy Guevara i Will Ospreay) pokonał Chrisa Jericho i The Golden Elite (Kenny’ego Omegę i Kotę Ibushiego) oraz w pierwszej walce w karcie, MJF pokonał The Righteous (Vincenta i Dutcha) w 2-on-1 Handicap matchu broniąc ROH World Tag Team Championship. Na WrestleDream zadebiutował również w AEW Adam Copeland (wcześniej znany jako Edge w WWE), który później podpisał kontrakt z firmą.

## Produkcja i rywalizacje
WrestleDream oferowało walki profesjonalnego wrestlingu z udziałem wrestlerów należących do federacji All Elite Wrestling. Oskryptowane rywalizacje (storyline’y) kreowane są podczas cotygodniowych gal Dynamite, Rampage oraz Collision. Wrestlerzy są przedstawieni jako heele (negatywni, źli zawodnicy i najczęściej wrogowie publiki) i face’owie (pozytywni, dobrzy i najczęściej ulubieńcy publiki), którzy rywalizują pomiędzy sobą w seriach walk mających budować napięcie. Kulminacją rywalizacji jest walka wrestlerska lub ich seria.

### Bryan Danielson vs. Zack Sabre Jr.
Pierwotnie Bryan Danielson miał zmierzyć się z Zackiem Sabre Jr. z NJPW na gali Forbidden Door w czerwcu 2022 roku, ale nie mógł tego zrobić z powodu kontuzji. Ponad rok później, 9 września 2023 roku na odcinku Collision, Danielson powiedział, że wraz z dobieganiem końca jego kariery następną osobą, z którą chciał się zmierzyć, był Sabre Jr. Później oficjalnie ogłoszono walkę pomiędzy nimi na WrestleDream.

### MJF vs. Vincent i Dutch
Podczas pre-show All In Zero Hour Better Than You Bay Bay (Adam Cole i MJF) zdobyli ROH World Tag Team Championship. Na Rampage: Grand Slam 22 września, The Righteous (Dutch i Vincent) wygrali four-way tag team match, aby zdobyć walkę o tytuł na WrestleDream. Jednakże dwa dni wcześniej na Dynamite: Grand Slam, gdy Cole przyszedł wspierać MJF-a w jego walce o mistrzostwo świata AEW, Cole złamał stopę, skacząc z rampy wejściowej. W następnym tygodniu, Better Than You Bay Bay początkowo ogłosiło, że będzie musiało zrzec się tytułu ROH World Tag Team Championship, ale zamiast tego MJF zdecydował, że będzie bronił tytułu w 2-on-1 Handicap matchu przeciwko The Righteous na WrestleDream.

### Kris Statlander vs. Julia Hart
Po zdobyciu zwycięstw i wyeliminowaniu przeciwników w atakach po walce, 23 września w odcinku Collision, Brody King z The House of Black ogłosił, że Julia Hart chce zmierzyć się z Kris Statlander o mistrzostwo AEW TBS, a jeśli Statlander się nie zgodzi, Hart nadal będzię niszczyła swoje przeciwniczki. Później tego wieczoru oficjalnie ogłoszono, że Statlander będzie broniła tytułu TBS przeciwko Hart na WrestleDream. Ostatnia porażka Hart miała miejsce przeciwko Statlander w jednym z odcinków Dark w kwietniu 2022 roku.

### Christian Cage vs. Darby Allin
Po tym jak Luchasaurus wygrał mistrzostwo AEW TNT w czerwcu, jego wspólnik Christian Cage stwierdził, że on sam jest prawdziwym mistrzem i niesie ze sobą tytuł. 23 września na odcinku Collisio, Luchasaurus bronił tytuł przeciwko Christianowi i Darby’emu Allinowi w three-way matchu. W końcówce Allin zrzucił trumnę na Luchasaurusa, ale Christian wyrzucił Allina z ringu i przyszpilił Luchasaurusa, stając się prawdziwym mistrzem TNT. Później ogłoszono, że Christian będzie bronił tytułu przeciwko Allinowi na WrestleDream w two out of three falls matchu.

## Wyniki walk
| Nr                                                                   | Wyniki | Stypulacje                                                                 | Czas  |
| -------------------------------------------------------------------- | --- | -------------------------------------------------------------------------- | ----- |
| 1P                                                                   | Satoshi Kojima, Keith Lee, Athena i Billie Starkz pokonali Shane Taylor Promotions (Shane’a Taylora i Lee Moriarty’ego), Diamante i Mercedes Martinez poprzez pinfall                                                              | Eight-person mixed tag team match                                          | 5:45  |
| 2P                                                                   | Claudio Castagnoli (z Jonem Moxleyem) pokonał Josha Barnetta poprzez pinfall | Singles match                                                              | 8:15  |
| 3P                                                                   | Luchasaurus pokonał Nicka Wayne’a poprzez pinfall | Singles match                                                              | 4:55  |
| 4P                                                                   | The Acclaimed (Anthony Bowens i Max Caster) i Billy Gunn (c) pokonali TMDK (Shane’a Haste’a, Mikeya Nichollsa i Bad Dude Tito) poprzez pinfall                                                                                     | Trios match o AEW World Trios Championship                                 | 9:20  |
| 5                                                                    | MJF (c) pokonał The Righteous (Vincenta i Dutcha) poprzez pinfall | 2-on-1 Handicap match o ROH World Tag Team Championship                    | 9:40  |
| 6                                                                    | Eddie Kingston (c) pokonał Katsuyori Shibatę poprzez pinfall | Singles match o ROH World Championship i Strong Openweight Championship    | 11:00 |
| 7                                                                    | Kris Statlander (c) pokonała Julię Hart (z Brodym Kingiem) poprzez pinfall | Singles match o AEW TBS Championship                                       | 9:00  |
| 8                                                                    | The Young Bucks (Matt Jackson i Nick Jackson) pokonali The Gunns (Austina Gunna i Coltena Gunna), The Lucha Brothers (Reya Fenixa i Penta El Zero Miedo) (z Alexem Abrahantesem) oraz Orange’a Cassidy’ego i Hooka poprzez pinfall | Four-way tag team match o przyszłą walkę o AEW World Tag Team Championship | 12:40 |
| 9                                                                    | Swerve Strickland (z Prince Naną) pokonał "Hangman" Adama Page’a poprzez pinfall | Singles match                                                              | 20:15 |
| 10                                                                   | Ricky Starks pokonał Wheelera Yutę poprzez pinfall | Singles match                                                              | 9:55  |
| 11                                                                   | Bryan Danielson pokonał Zack Sabre Jr. poprzez pinfall | Singles match                                                              | 22:45 |
| 12                                                                   | The Don Callis Family (Konosuke Takeshita, Sammy Guevara i Will Ospreay) (z Don Callisem) pokonał Chrisa Jericho i The Golden Elite (Kenny’ego Omegę i Kotę Ibushiego) poprzez pinfall                                             | Trios match                                                                | 22:35 |
| 13                                                                   | FTR (Cash Wheeler i Dax Harwood) (c) pokonali Aussie Open (Kyle’a Fletchera i Marka Davisa) poprzez pinfall | Tag team match o AEW World Tag Team Championship                           | 20:25 |
| 14                                                                   | Christian Cage (c) pokonał Darby’ego Allina z wynikiem 2–1 | Two out of three falls match o AEW TNT Championship                        | 25:25 |
| (c) – mistrz/mistrzyni przed walkąP – walka miała miejsce w pre-show | |                                                                            |       |